# Geoffrey Kelley
Geoffrey Kelley, né le 17 février 1955 à Montréal, est un enseignant et homme politique québécois.
Il est député de la circonscription provinciale de Jacques-Cartier et, du 23 avril 2014 jusqu'au 1er octobre 2018 ministre responsable des Affaires autochtones dans le gouvernement de Philippe Couillard. Il avait déjà occupé ce poste comme ministre délégué de 2005 à 2007, puis comme ministre responsable de 2011 à 2012 dans le gouvernement Charest.

## Biographie

### Jeunesse et formation
Geoffrey Kelley est détenteur d'un baccalauréat (1974) et d'une maîtrise (1985) en histoire à l'Université McGill. Il a fait ses études collégiales au Collège John Abbott à Montréal. Il est le père du député Gregory Kelley et le beau-père de la députée Marwah Rizqy.
Kelley travaille durant plusieurs années comme enseignant au secondaire, collégial et à l'Université. Il est également directeur des communications et de la recherche pour Alliance Québec de 1986 à 1990.

### Carrière politique
Il commence à s'impliquer en politique en tant qu'attaché politique pour Claude Ryan durant le gouvernement Bourassa. Il est finalement directeur de cabinet de Monique Gagnon-Tremblay lorsqu'elle est vice-première ministre et présidente du Conseil du trésor en 1994.
Il se présente, avec succès, à l'élection de 1994 dans la circonscription de Jacques-Cartier. Depuis cette première élection, Kelley remporte des majorités s'approchant des 30 000 voix. Cette majorité est réduite à 18 508 aux élections de 2007, en raison du faible taux de participation, et est restée à peu près semblable aux élections de 2008 et de 2012. En 2014, il retrouve une majorité de près de 30 000 voix.
Pendants ses mandats, il occupe de nombreuses fonctions parlementaires et ministérielles. Il est président de la Commission de l'administration publique de 1999 à 2003 et vice-président de la Commission spéciale sur le nouveau cadre de gestion pour la fonction publique du 17 juin au 20 octobre 1999. Il est par la suite président de la Commission de l'éducation de 2003 à 2005. Il est nommé ministre délégué aux Affaires autochtones dans le cabinet Charest du 18 février 2005 au 18 avril 2007. Il est président de la Commission des affaires sociales de mai 2007 à novembre 2008, et du 15 janvier au 14 septembre 2009. Il est ensuite adjoint parlementaire au ministre de la Sécurité publique de janvier 2009 à septembre 2010, président de la Commission de la santé et des services sociaux de septembre 2009 à février 2011 et président de la Commission spéciale sur la question de mourir dans la dignité de décembre 2009 à février 2011. Il est également adjoint parlementaire à la ministre de l'Éducation, du Loisir et du Sport du 22 septembre 2010 au 15 février 2011. Il est nommé ministre responsable des Affaires autochtones du 3 février 2011 au 19 septembre 2012, puis est président du caucus de l'opposition officielle du 19 septembre 2012 au 5 mars 2014. De 2014 à 2018, il est ministre responsable des Affaires autochtones. Geoffrey Kelley ne s'est pas représenté en 2018.

## Distinctions et prix
Le 15 juin 2019, il est récipiendaire d'un doctorat honoris causa de l'Université du Québec en Abitibi-Témiscamingue.